# هیروشی نوگوچی
هیروشی نوگوچی (انگلیسی: Hirushi Noguchi؛ زادهٔ ۲۵ فوریهٔ ۱۹۷۲) بازیکن فوتبال اهل ژاپن است.

### اطلاعات شخصی
- زادروز: ۲۵ فوریهٔ ۱۹۷۲ (۵۳ سال)
- زادگاه: استان ایباراکی، ژاپن
- قد: ۱٫۷۵ متر (۵ فوت ۹ اینچ)
- پست: مدافع
- باشگاه‌های جوانان:
  - ۱۹۸۷–۱۹۸۹: Sakai High School
  - ۱۹۹۰–۱۹۹۳: Komazawa University
- باشگاه‌های حرفه‌ای:
  - ۱۹۹۴–۲۰۰۲: Kyoto Purple Sanga – ۲۲۸ بازی (۲۷ گل)
  - ۲۰۰۳: Omiya Ardija – ۲۴ بازی (۱ گل)
- مجموع بازی‌ها و گل‌ها: ۲۵۲ بازی (۲۸ گل)

### افتخارات
- Kyoto Purple Sanga:
  - برندهٔ جام امپراتور ۲۰۰۲